# Iwan Akimowitsch Malzow
Iwan Akimowitsch Malzow (russisch Иван Акимович Мальцов; * 1774; † 1853 in St. Petersburg) war ein russischer Unternehmer.

## Leben
Malzow war der Sohn des geadelten Glasfabrikanten und Gründers der Kristallglasfabrik in Gus Akim Wassiljewitsch Malzow und seiner adligen Frau Marija Wassiljewna Malzowa. Nach dem Tode Akim Malzows 1785 kaufte seine Witwe von der Witwe Alexander Wassiljewitsch Malzows die Radizki-Glasfabrik und die Karatschewski-Glasfabrik bei dem Dorf Djatkowo und begann, die Produktion auszuweiten. Standesgemäß trat Iwan Malzow 1786 mit seinem älteren Bruder Sergei in das Leibgarderegiment zu Pferde ein. 1790 errichtete Marija Malzowa bei Djatkowo das Djatkowoer Glas- und Kristallglaswerk, das bereits 1796 den Ausstoß des Werkes in Gus erreichte.
1798 verließ Iwan Malzow den Militärdienst als Sekund-Major und übernahm die Führung des Familienunternehmens von seiner Mutter, die ihn schon vorher in die Geschäftsführung eingebunden hatte. Auf Anraten seiner Mutter beteiligte sich Malzow an der neuen Russisch-Amerikanischen Kompagnie, deren Ziel der Handel mit dem Nordwesten des amerikanischen Kontinents war. 1804 übergab ihm die Mutter ihre 10 Fabriken. 1806 heiratete er die Moskauer Schönheit Kapitolina Michailowna geborene Wyscheslawzewa (1771–1861), geschiedene Frau des Dichters Wassili Puschkin (Onkel Alexander Puschkins). Sie bekamen die Kinder Wassili (1807–1832), Marija (1808–1897) und Sergei (1810–1893). Kapitolina richtete in ihrem Haus einen literarischen Salon ein, in dem sich auch Alexander Puschkin und Alexander Gribojedow einfanden.
1809 baute Malzow eine Rübenzuckerfabrik im Dorf Werchi 20 Werst von Djatkowo entfernt. Einige Jahre später errichtete er im 5 Werst von Djatkowo entfernten Ljubochna eine Zuckerraffinerie, die den Zucker aus allen Dörfern der Umgebung verarbeitete. Der Zucker wurde auf den Flüssen Bolwa, Desna und Dnepr in den Süden des Landes verschifft. Für seine Verdienste um die Zuckerherstellung erhielt er die Goldmedaille und Ehrenmitgliedschaft der Moskauer Landwirtschaftsgesellschaft.
1810 erweiterte Malzow seine Geschäfte mit dem Djatkowoer Glas- und Kristallglaswerk als Zentrum seiner Unternehmungen und schloss den Bau der Djatkowoer Kirche ab. In Moskau baute er ein Haus an der Jakimanka und kaufte ein weiteres an der Sretenka. Kapitolina sorgte weiter für literarische Treffen. Malzow übernahm dort nach dem Tode seines Bruders Sergei die Erziehung seiner Neffen Iwan Sergejewitsch, der dann die väterlichen Unternehmen fortführte, und Sergei Sergejewitsch, der Magister der Philologie und Privatdozent der Kaiserlichen Universität Dorpat wurde und in Frankreich starb.
1811 verkaufte Malzow die Fabriken in und bei Gus seinem Bruder Sergei unter Beibehaltung des Glasgeschäfts und kaufte mit dem Erlös von der Familie Demidow zwei Eisenhütten und -gießereien in Ljudinowo und Sukremle bei Ljudinowo. Malzow ließ dort Maschinen für die Glasfabriken und Hausgeräte für die Bevölkerung herstellen. 1821 führte die russische Regierung in Transkaukasien Vorzugstarife für die Wareneinfuhr und den zollfreien Transit aus Redut-Kale (bei Poti) in den Iran ein. Infolgedessen begann Malzow die Ausfuhr der Produkte der Djatkowoer Werke in den Iran zu planen, zumal A. S. Gribojedow ihn mit Kennern der geschäftlichen Situation im Iran bekannt machte.
1828 begann Malzow auf der Krim in Simejis die ersten 30 Dessjatinen Land zu kaufen, um dort ein Weingut aufzubauen. Nach einem halben Jahr waren bereits 85.000 Rebstöcke angepflanzt, die den Grundstock für die Herstellung der Massandra-Weine bildeten. Der durch Zukäufe stetig erweiterte Bereich war ein bequemer Absatzmarkt für die alten und neuen Produkte der Malzow-Fabriken. In Simejis eröffnete Malzow ein Geschäft für Eisen- und Glaswaren und Geräte für die Bevölkerung der Südküste der Krim.
Auf der Ersten Russischen Manufakturausstellung 1829 in St. Petersburg lobte Kaiser Nikolaus I. die Qualität der Gläser aus dem Djatkowoer Werk, die die Qualität der bekannten Glaswerke von Alexei Iwanowitsch Bachmetew und Graf Orlow übertraf. Malzow wurde mit einer Goldmedaille ausgezeichnet und erhielt das Recht, auf seinen Produkten das Regierungswappen anzubringen. Einige der ausgestellten Produkte wurden vom kaiserlichen Hof gekauft. Einen ähnlichen Erfolg erzielte er auf der 2. Allrussischen Ausstellung 1830 in Moskau  wieder mit Goldmedaille wie auch auf den folgenden Ausstellungen 1839 in St. Petersburg, 1843 in Moskau und 1845 in Warschau, wofür er den Orden des Heiligen Wladimir IV. Klasse erhielt. 1837 erwarb er in St. Petersburg ein zweistöckiges Steinhaus mit großem Garten, in dem der Dichter Wassili Schukowski, der Historiker Michail Pogodin und andere bedeutende Personen Gäste waren.
Malzows Sohn Sergei, der in St. Petersburg in der Chevaliergarde diente, beteiligte sich an verschiedenen Projekten und bewegte seinen Vater, Eisenwerke auf die Produktion von Eisenbahnschienen umzustellen. 1839 kaufte Malzow in Pessotschnja Werke zur Herstellung von Gusseisen-Öfen, Küchengeräten und Eisen-Kunstgegenstände. 1853 stellte er ein Werk auf Fayence-Geschirr um.
Malzow starb an der Cholera.